# Geneviève Félix
Geneviève Félix, née Geneviève Abraham le 10 février 1899 à Clamart et morte le 12 novembre 1980 à Antibes, est une actrice de cinéma française.

## Biographie
Fille de Jean Baptiste Abraham, gendarme, et de Marie Analie Mice Brousse, couturière, son épouse, Geneviève Simonne Marie Abraham naît à Clamart en 1899,.
En 1917, elle entame, sous le nom de Geneviève Félix, une carrière cinématographique brillante, mais brève. En 1921, elle est élue Muse de la commune libre de Montmartre.
En 1923, elle tourne La Dame de Monsoreau qui, selon René Jeanne et Charles Ford, « montra que son talent valait mieux que ce qu'on lui demandait de faire ». 
En 1926, elle met sa carrière entre parenthèses pour émigrer au Brésil avec son futur mari, Eugène Paul Henry, dit Jean Henry-Blanchon, antiquaire et futur metteur en ondes pour la Radiodiffusion nationale,,. Mariés en 1929 à São Paulo, ils ont deux filles, Claude et Mariette. Geneviève Félix rentre en France en 1931 et tourne la version portugaise du film Marions-nous.
Le 3 septembre 1943, son mari est tué dans les bombardements de la capitale,. En 1949, leur fille aînée épouse le journaliste Jean Demachy.
En 1946, elle dirige un institut de beauté proche des Champs-Élysées.
Elle meurt en 1980 à Antibes.

## Filmographie partielle
- 1917 : La Phalène bleue, de Georges Champavert : Madeleine Legrand
- 1917 : Le Ballon rouge, film en 3 parties de Georges Champavert
- 1918 : Les Deux jarretières, film en 3 parties de Georges Champavert : Jeanne de Chanleux
- 1919 : La Chimère, de Lucien Lehmann
- 1919 : L'Engrenage, de Louis Feuillade
- 1919 : L'Oeil de Saint-Yves, de Georges Champavert : Maryvonne Le Gouëc
- 1921 : Micheline, de Jean Kemm : Micheline
- 1921 : La Ferme du Choquart, de Jean Kemm : Mariette
- 1922 : L'Absolution, de Jean Kemm[13] : Babette Séverin
- 1923 : La Dame de Monsoreau, de René Le Somptier : Diane de Méridor, dame de Monsoreau
- 1924 : La Porteuse de pain, de René Le Somptier : Lucie Fortier
- 1924 : Altemer le cynique, de Georges Monca : Gina Zunga
- 1924 : L'Ironie du sort, de Georges Monca et Maurice Kéroul : Geneviève Demorny
- 1924 : La Double existence de Lord Samsey, de Georges Monca et Maurice Kéroul : Geneviève Astorg
- 1925 : Autour d'un berceau, de Georges Monca et Maurice Kéroul : Geneviève Marey[14]
- 1932 : Les Trois Mousquetaires, d'Henri Diamant-Berger : la Mère supérieure
- 1932 : Arrêtez-moi !, court-métrage de Charles-Félix Tavano et Christian Matras